# なんで 横浜…
「なんで横浜…」（なんでよこはま）は、はやぶさのサードシングル。2014年2月26日にビクターエンタテインメントから発売された。

## 概要
- 初回限定盤と通常盤の2タイプを発売。初回限定盤にのみ、カバー曲「思案橋ブルース」を収録。

## 収録曲

### 初回限定盤
出典→
1. なんで 横浜…　[3:37]
作詞：仁井谷俊也／作曲：桧原さとし／編曲：伊戸のりお
2. はやぶさ祭りだよ　[4:11]
作詞：仁井谷俊也／作曲：桧原さとし／編曲：伊戸のりお
3. 思案橋ブルース　[3:45]
作詞・作曲 : 川原弘／編曲 : 石倉重信
(オリジナル歌唱 : 中井昭・高橋勝とコロラティーノ)
4. なんで 横浜…(オリジナル・カラオケ)　[3:37]
5. はやぶさ祭りだよ(オリジナル・カラオケ)　[4:11]
6. 思案橋ブルース(オリジナル・カラオケ)　[3:44]
7. なんで 横浜…(メロ入りカラオケ)　[3:37]
8. はやぶさ祭りだよ(メロ入りカラオケ)　[4:10]
9. なんで 横浜…(女声用カラオケ)　[3:35]

### 通常盤
出典→　
1. なんで 横浜…　[3:37]
作詩：仁井谷俊也／作曲：桧原さとし／編曲：伊戸のりお
2. はやぶさ祭りだよ　[4:12]
作詞：仁井谷俊也／作曲：桧原さとし／編曲：伊戸のりお
3. なんで 横浜…(オリジナル・カラオケ)　[3:37]
4. はやぶさ祭りだよ(オリジナル・カラオケ)　[4:11]
5. なんで 横浜…(メロ入りカラオケ)　[3:37]
6. はやぶさ祭りだよ(メロ入りカラオケ)　[4:10]
7. なんで 横浜…(女声用カラオケ)　[3:35]